# Erich Frank (Mediziner)
Alfred Erich Frank (geboren am 28. Juni 1884 in Berlin; gestorben am 13. Februar 1957 in Istanbul) war ein deutscher Arzt und Internist. Er war Chefarzt in Breslau sowie Hochschullehrer in Breslau und Istanbul.

## Leben und Wirken

### In Deutschland
Alfred Erich Frank wurde 1884 als Sohn des jüdischen Kaufmanns Albert Frank und dessen Ehefrau Dorothea geb. Jungmann geboren. Seine Schulzeit verbrachte er in Breslau, wo er 1902 die Medizinische Akademie der Universität besuchte. Nach seinem Studium der Medizin und dem dort absolvierten Staatsexamen ging er 1907 an die Kaiser-Wilhelm-Universität zu Straßburg, wo er 1908 promoviert wurde. Von 1908 bis 1911 arbeitete er am Städtischen Krankenhaus in Wiesbaden und spielte eine wichtige Rolle bei der klinischen Erprobung von Salvarsan. Im Jahr 1911 prägte Frank den Ausdruck „essentielle Hypertonie“ für den arteriellen Bluthochdruck unbekannter Ursache. 1911 bis 1918 war er, zunächst als Assistent an der Klinik für Innere Krankheiten der Medizinischen Fakultät, erneut an der Universität Breslau, wo er sich in der Abteilung für Innere Medizin 1913 mit der Schrift Orthostatistik der Albuminurie habilitierte und nach einiger Zeit als Privatdozent 1919 außerplanmäßiger Professor wurde. Am 16. Mai 1918 heiratete er in Kattowitz die evangelische Erna Marie Gertrud Führich, Tochter des Gasanstaltsdirektors Ludwig Otto Wilhelm Führich und der Wilhelmine Rosaline Hedwig geb. Zucker. Bis 1925 war dann als Oberarzt an der Breslauer Universitätsklinik. Einen Meilenstein in der Erforschung des Diabetes mellitus setzte Erich Frank 1926 mit Synthalin, dem ersten oralen Antidiabetikum. Von 1928 bis 1933 war er neben einer Tätigkeit als ordentlicher Professor Chefarzt des städtischen Wenzel-Hancke-Krankenhauses in Breslau.
Während der Zeit des Nationalsozialismus aufgrund seiner jüdischen Abstammung verfolgt, nahm er „haymatloz“ 1934 einen Ruf an die Universität Istanbul an.

### In der Türkei
Vom 1. September 1934 bis zum 13. Februar 1957 war Erich Frank Direktor des zweiten Lehrstuhls der Internen Abteilung der Medizinischen Fakultät im Istanbuler Gureba-Krankenhaus. Zu seinen Arbeitsgebieten gehörten – neben den Untersuchungen zum Stoffwechsel – die innere Sekretion, das vegetative Nervensystem und hämatologische Themen. Nach einem Vierteljahrhundert intensiven Schaffens hat er der Türkei eine Vielzahl von Schülern hinterlassen. Als Konsiliarius wurde er bei der letzten Erkrankung Atatürks hinzugezogen. Als Direktor der Klinik für Innere Medizin der Istanbuler Universität blieb er seiner Wahlheimat bis zu seinem infolge einer Lebererkrankung an seinem Schreibtisch im Arbeitszimmer seiner Klinik eingetretenen Tod im Leberkoma am Morgen des 13. Februar 1957 treu. Mehrere Angebote und Rufe aus den USA lehnte er ab. Die Republik Türkei ehrte ihn mit einem Staatsbegräbnis, an dem über eine Million Menschen teilgenommen haben sollen. Seinem testamentarisch festgelegten Wunsch entsprechend wurde Frank in Istanbul auf dem Friedhof Aşiyan Asri Mezarlığı bei der Festung Rumeli Hisarı beigesetzt.

## Zitat
- „In den Tagen, da ich schmerzlich überrascht zur Kenntnis nehmen musste, aus meiner Heimat vertrieben zu werden, nahm allein die Türkei mich mit offenen Armen auf. Hier ist meine Heimat. Ich kann hier nicht fortgehen und mich so all der hiesigen Gunst undankbar erweisen!“ (Erich Frank, als er es ablehnte, die Türkei nach 1945 wieder zu verlassen)

## Veröffentlichungen in der Türkei (Auswahl)
- Asabî Tenbihin Kimyevî İntikali. Üniversite Konferansları, Istanbul 1935/1936.
- Erythroblastosis. In: Tıp Fak. Mec. Band 4, 1941.
- Türkiye’de Pernisiyöz Anemi. In: Tıp Fak. Mec. Sayı. Band 6, 1944.
- Alloxan Diyabeti. In: Türk Tıp Cem. Mec. Sayı. Band 12, 1946.
- Karbonhidrat Metabolizması Patolojisi. Istanbul 1949.
- İç Hastalıkları Klinik Dersleri. 1951 (Teil 1–2) und 1956 (Teil 3).